# Barter (motorfiets)
Barter is een Brits merk dat (bijzondere) motorfietsen maakte.
De bedrijfsnaam was: Humpage, Jacques & Pedersen, later Light Motors Ltd., Bristol.
De Barter-motorfietsen werden ontwikkeld door Joseph John Barter. Waarschijnlijk maakte hij al in 1902 een prototype van een eencilinder clip-on motor, die hij probeerde door te ontwikkelen en in productie wilde brengen via de machinefabriek Humpage, Jacques & Pedersen in Bristol omdat hij noch de financiën noch de productiemiddelen had om het zelf te doen.
In 1905 bouwde hij een nieuw prototype met een boxermotor met snuffelkleppen. Ook deze motor was bedoeld als clip-on motor en hij monteerde het prototype in een Franse Siderum-fiets. De machine kreeg de naam "Fée". In 1906 werd dit de Engelse naam "Fairy" en de machine kreeg een iets sterkere motor. De clip-on motor, die vooral na de Tweede Wereldoorlog weer populair zou worden, was in 1905 feitelijk achterhaald, omdat de beginnende Britse motorfietsindustrie al "echte" motorfietsen produceerde, vaak met de populaire Belgische inbouwmotoren van Saroléa en Minerva. Bovendien had de motor nog een oppervlaktecarburateur, die ook al ouderwets was. De productie werd overgenomen door Light Motors Ltd. in Londen.
Joseph Barter kwam echter in contact met de gebroeders Douglas en hij ging voor hen werken, tot Douglas in 1932 failliet ging.